# Грудино-ключично-сосцевидная ветвь затылочной артерии
Грудино-ключично-сосцевидная ветвь затылочной артерии (rami sternocleidomastoidei arteriae occipitalis, может отходить от наружной сонной артерии — грудино-ключично-сосцевидная ветвь наружной сонной артерии) — отходит от затылочной или наружной сонной артерии на уровне отхождения лицевой артерии (или чуть выше). Она проходит вниз и назад, после чего входит в толщу грудино-ключично-сосцевидной мышцы на границе её средней и верхней трети вместе с добавочным нервом.